# کیش‌سیگت
کیش‌سیگِت (به مجاری:  Kissziget) یک شهرداری در مجارستان است که در ناحیه لنتی واقع شده‌است. کیش‌سیگت ۷٫۰۷ کیلومتر مربع مساحت و ۱۹۴ نفر جمعیت دارد.